# Cinco Ribeiras
Cinco Ribeiras ist eine Gemeinde (Freguesia) im portugiesischen Kreis (Município) Angra do Heroísmo auf der Azoren-Insel Terceira. In ihr leben 683 Einwohner (Stand 19. April 2021).